# Jonathan Mostow
Jonathan Mostow (* 28. November 1961 in Woodbridge, Connecticut) ist ein US-amerikanischer Regisseur, Produzent und Drehbuchautor.

## Biografie
Jonathan Mostow drehte seine ersten Kurzfilme und Dokumentationen, als er an der Harvard University studierte. Zunächst finanzierte er sich durch Videoclips und Werbefilme. Nach seinem Umzug nach Los Angeles drehte er 1989 seinen ersten Spielfilm. Der Gruselfilm Flotte Jungs auf Zombiejagd schaffte es jedoch nicht ins Kino, sondern wurde nur auf Video veröffentlicht. Nach Fertigstellung des Fernsehfilms Codename Black Angel 1991, einer Mischung aus Taxi Driver und Top Gun, pausierte er bis 1997.
Michael Eisner von Paramount Pictures wurde auf das Nachwuchstalent aufmerksam, welches aus kleinen Budgets viel herausholte. Das Filmstudio warb Mostow als Drehbuchautor und Regisseur an und vertraute ihm die Produktion des High-Budget Thrillers Breakdown mit Kurt Russell an. Mostow erfüllte die hohen Erwartungen und spielte mit dem Film hohe Summen ein. In gleicher Funktion führte er 2000 für Universal Pictures den mit einem Oscar für den besten Tonschnitt prämierten Kriegsfilm U-571 zum Erfolg. Im Jahr 2003 drehte Mostow Terminator 3 – Rebellion der Maschinen, den dritten Teil der Terminator-Reihe.
Mostow vertritt im Wesentlichen die Meinung, dass der Film Das Boot auf einer Lüge basiert und die deutsche U-Boot Besatzung viel zu menschlich dargestellt wurde. Ein Ergebnis dieser Aussage ist die Handlung seines Films U-571, in der alle Deutschen, zum Teil menschlich, aber hauptsächlich als klischeehaft böse dargestellt werden.

## Filmografie
- 1985: Fright Show (Regisseur des Teils „Dr. Dobermind“ als Jon Mostow)
- 1989: Flotte Jungs auf Zombiejagd (Beverly Hills Bodysnatchers) (Video, Drehbuch, Produktion)
- 1991: Codename Black Angel (Flight of Black Angel) (TV, Drehbuch)
- 1997: Breakdown (Regie, Drehbuch)
- 1997: The Game (Produzent)
- 1998: From the Earth to the Moon (Regie bei einer Folge) (TV)
- 2000: U-571 (Regie, Drehbuch, Produktion)
- 2003: Terminator 3 – Rebellion der Maschinen (Terminator 3: Rise of the Machines) (Regie)
- 2005: Mexicali (Produktion)
- 2007: Them (Fernsehfilm)
- 2009: Surrogates – Mein zweites Ich (Surrogates) (Regie)
- 2012: House at the End of the Street (Drehbuch)
- 2014: The Last Ship (Fernsehserie, 1 Folge)
- 2017: The Hunter’s Prayer – Die Stunde des Killers (The Hunter’s Prayer)